# خوفو
خوفو (خووّ-فووّ)، هو اسم الولادة للفرعون المصري القديم، الذي حكم في عهد الأسرة الرابعة من عصر الدولة القديمة، حوالي 2580 قبل الميلاد. يعرف بالتساوي أيضًا بالاسم الهليني خوبوس أو شوبوس (باليونانية: Χέοψ من خلال المؤرخين الإغريقيين ديودورس وهيرودوت)‏.
الفرعون خوفو ثاني ملوك الأسرة الرابعة، الذي تبع الفرعون سنفرو على العرش، والمُرجح أن يكون أبيه. ومن الثابت أن أمه كانت الملكة حتب حرس الموجود قبرها في مقابر الجيزة. يُعزى إليه بناء الهرم الأكبر على هضبة الجيزة لتكون مقبرة له، أحد عجائب الدنيا السبع في العالم القديم. ولكن لم يتم توثيق جوانب أخرى كثيرة من حكمه.
أرسل البعثات إلى وادي المغارة بسيناء لإحضار الفيروز. حيث وجد اسمه وصورة تمثله وهو يهوي على رأس شخص بدبوس.
له تمثال وحيد عثر عليه في أبيدوس من العاج، نقش اسمه على كرسي العرش. طول التمثال خمسة سنتيمترات؛ وهو الآن بالمتحف المصري. حكم طبقاً لبردية (تورين) حوالي ثلاث وعشرين سنة. في عهده بني الهرم الأكبر في الجيزة، وكان أعلى بناء حجري في العالم حتى بناء كتدرائية في عام 1350 ووصل ارتفاعها إلى 160 متر، ولكن هرم خوفو هو أضحم مبنى من صنع الإنسان حتى الآن. أطلق على الهرم اسم (آخت خوفو) بمعنى أفق خوفو، وشيد سنة 2650 ق.م. وقد اشرف على بنائه وزيره والمسؤول عن كل أعمال الملك حم إيونو، وتمثاله موجود بمتحف رومر-بيليسوس]] بهيلدسهايم بشمال ألمانيا.

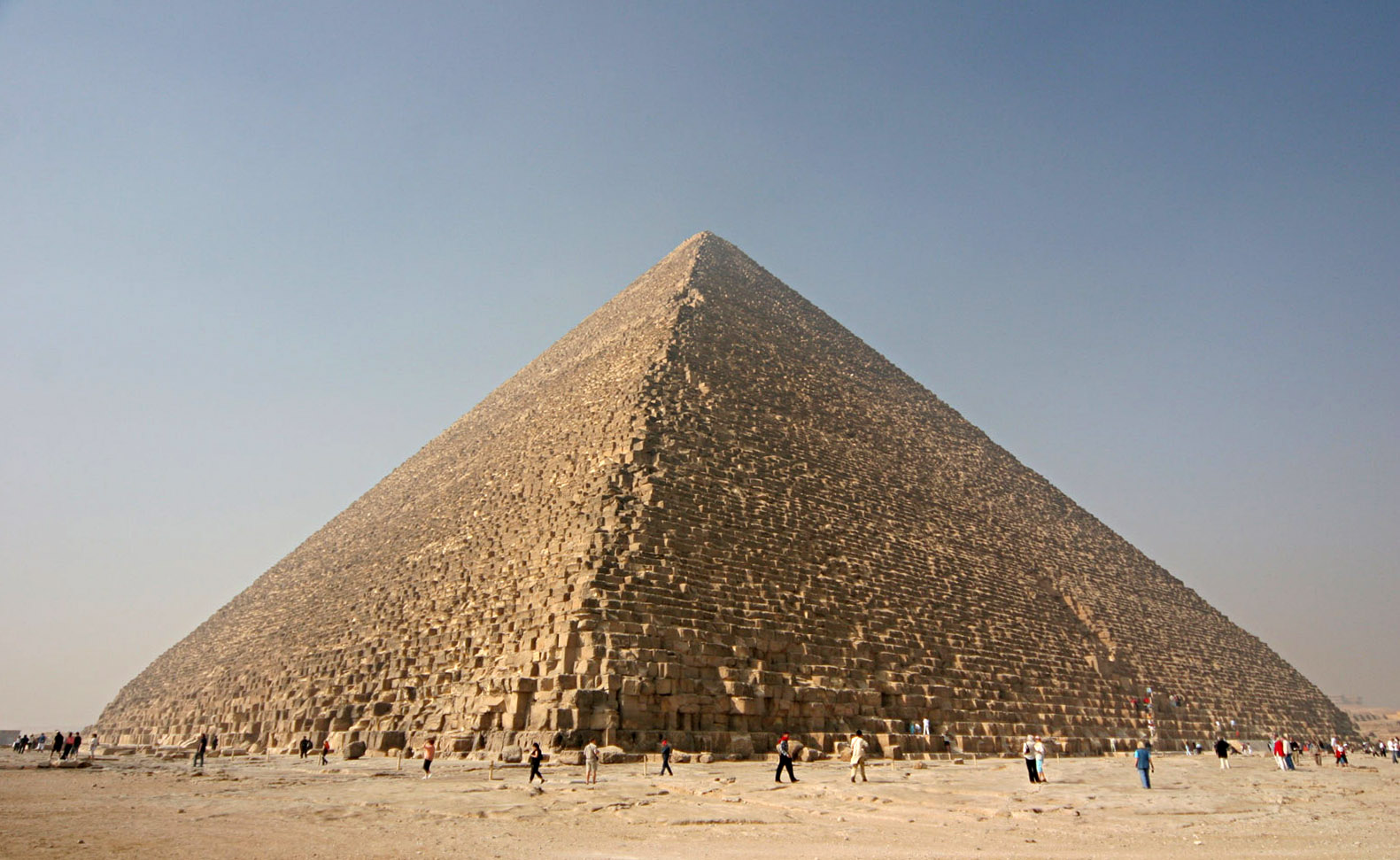
هرم خوفو بالجيزة

## أسمه وألقابه بالهيروغليفية
بدأ اسم حورس لفرعون في الظهور تاريخيا قبل عصر الأسرات في مصر، وظل هو اللقب الوحيد الذي يتقلده فرعون حتى الأسرة الثانية. ثم أتت عليه ألقاب أخرى بجانبه ابتداء من الأسرة الرابعة حتى أكتملوا فكان لفرعون خمسة ألقاب يتقلدها. منذ الأسرة الرابعة أصبح فرعون يتقلد خمسة ألقاب، يتقلدها عند اعتلائه العرش. تلك الألقاب هي: الاسم الشخصي، واسم تتويج، اسم حورس، واسم ذهبي واسم نبتي (الاسم النبتي يحمل لقب ملك مصر العليا والسفلي).
|                |     |    |     |
| \| \| \| \| \| |     |    |     |
|                |     |    |     |
| Aa1            | G43 | I9 | G43 |

| Aa1 | G43 | I9 | G43 |

|                |     |    |     |
| \| \| \| \| \| |     |    |     |
|                |     |    |     |
| Aa1            | G43 | I9 | G43 |

| Aa1 | G43 | I9 | G43 |

|                |     |    |     |
| \| \| \| \| \| |     |    |     |
|                |     |    |     |
| Aa1            | G43 | I9 | G43 |

| Aa1 | G43 | I9 | G43 |

|                |     |    |     |
| \| \| \| \| \| |     |    |     |
|                |     |    |     |
| Aa1            | G43 | I9 | G43 |

| Aa1 | G43 | I9 | G43 |

| G5 · G5 · S12 |

| G5 · G5 · S12 |

| Aa24 | G43 |

| Aa24 | G43 |

| G16 |

| G16 |

| Aa24 | G43 |

| Aa24 | G43 |

| G5 |

| G5 |

|                |     |    |     |
| \| \| \| \| \| |     |    |     |
|                |     |    |     |
| Aa1            | G43 | I9 | G43 |

| Aa1 | G43 | I9 | G43 |

|                |     |    |     |
| \| \| \| \| \| |     |    |     |
|                |     |    |     |
| Aa1            | G43 | I9 | G43 |

| Aa1 | G43 | I9 | G43 |

|                |     |    |     |
| \| \| \| \| \| |     |    |     |
|                |     |    |     |
| Aa1            | G43 | I9 | G43 |

| Aa1 | G43 | I9 | G43 |

|                |     |    |     |
| \| \| \| \| \| |     |    |     |
|                |     |    |     |
| Aa1            | G43 | I9 | G43 |

| Aa1 | G43 | I9 | G43 |

|                   |     |     |     |    |
| \| \| \| \| \| \| |     |     |     |    |
|                   |     |     |     |    |
| W9                | E10 | Aa1 | G43 | I9 |

| W9 | E10 | Aa1 | G43 | I9 |

|                   |     |     |     |    |
| \| \| \| \| \| \| |     |     |     |    |
|                   |     |     |     |    |
| W9                | E10 | Aa1 | G43 | I9 |

| W9 | E10 | Aa1 | G43 | I9 |

|                   |     |     |     |    |
| \| \| \| \| \| \| |     |     |     |    |
|                   |     |     |     |    |
| W9                | E10 | Aa1 | G43 | I9 |

| W9 | E10 | Aa1 | G43 | I9 |

|                   |     |     |     |    |
| \| \| \| \| \| \| |     |     |     |    |
|                   |     |     |     |    |
| W9                | E10 | Aa1 | G43 | I9 |

| W9 | E10 | Aa1 | G43 | I9 |

### أصول خوفو
من الثوابت أن أم خوفو كانت الملكة حتب حرس، وكان يعتقد أن والده الفرعون سنفرو. وكان لسنفرو أبناء أخرين
عنخ حاف (والذي قد يكون في الحقيقة أبن لخوفو)، نفر ماعت والأمير رع حتب؛ وهم أخوات لخوفو ولكن من أم ثانية.
في أوائل القرن العشرين كان يعتقد أن خوفو كان أحد الأمراء وتزوج من عائلة سنفرو. ولكن حفريات قام بها «سيورج رايزنر», على هضبة الجيزة في عام 1925 أدت إلى اكتشاف مقبرة حتب حرس (G 7000x) شرق هرم خوفو، ووجدت في مقبرتها الكثير من الأثاث والقوارير والقرابين والأختام. ووجدت على بعض تلك الآثار اسم الفرعون سنفرو، كما وجد ان حتب حرس كانت تلقب «موت نسوت» بمعنى «أم الملك». بهذا يبدو أنها كانت زوجة سنفرو، وبالتالي فكان سنفرو وحتب حرس هما أبوي خوفو.

### شجرة العائلة
الملك سنفرو هو أبو الفرعون خوفو، وأبو الملك سنفرو هو الفرعون زوسر مؤسس الأسرة الثالثة، وأم خوفو هي الملكة حتب حرس، حيث كان لقبها «أم ملك مصر العليا والسفلى».
وابن الملك خوفو الملك خفرع الذي بنى الهرم الثاني؛ وانجب خفرع الملك منكاورع أو منكاورع.

## مدة حكمه
تختلف التقديرات في معرفة فترة حكمه بالضبط. [[تذكر بردية تورينو وهي من عهد الدولة الحديثة وتعتبر من أهم الوثائق بالنسبة لتتابع ملوك مصر أن خوفو حكم مدة 23 عاما. ويقول المؤرخ الإغريقي هيرودوت أنه حكم 50 سنة، كما أن الكاهن المصري مانيتو الذي عاش في القرن الثالث قبل الميلاد يعني أنه حكم 63 سنة. كما ذكر في وقت الأسرة الرابعة أن مدة حكمه كانت " 17 تعدادات (حيث كان في العادة يتم تعداد لأعداد الماشية ومساحات الأراضي بغرض فرض الضرائب) وكان التعداد يتم عادة كل سنتين - ولكنه كان أحيانا يتم كل سنة - فإذا كان التعداد كل سنتين بانتظام في عهد خوفو فتكون فترة حكمه 34 سنة.

## التجارة والبعثات
يذكر من عهد خوفو بعثتان: واحدة منهما أرسلها على منطقة واحة الداخلة في الصحراء الليبية، والأخرى إلى سيناء بغرض الحصول على الفيروز والنحاس. وتذكر كتابات هيروغليفية توجد منقوشة في الصخور على بعد 50 كيلومتر غرب واحة الداخلة «جبل ماء جد-ف-رع» - نسبة إلى الإله رع الدائم. وبحسب تأريخ تلك البعثة فقد تمت في «عام 12 من التعداد» وهذا ما يعادل العام 24 من حكم خوفو؛ وفي تاريخ ثاني «عام 13 من التعداد» وهذ يعادل العام 26 من حكم خوفو - باعتبار أن التعداد كان يتم في مصر كل سنتين.

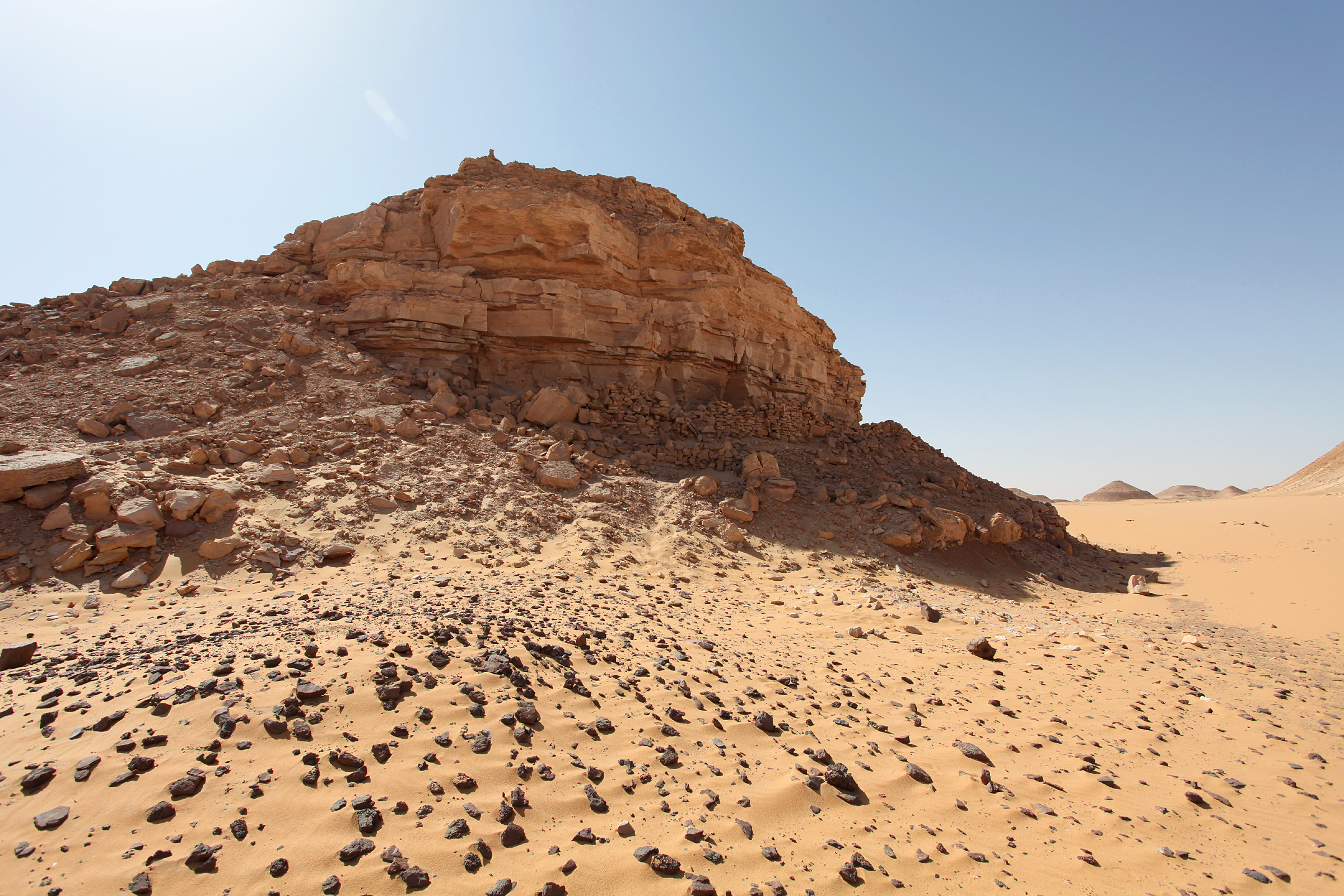
„جبل ماء جد-ف-رع“
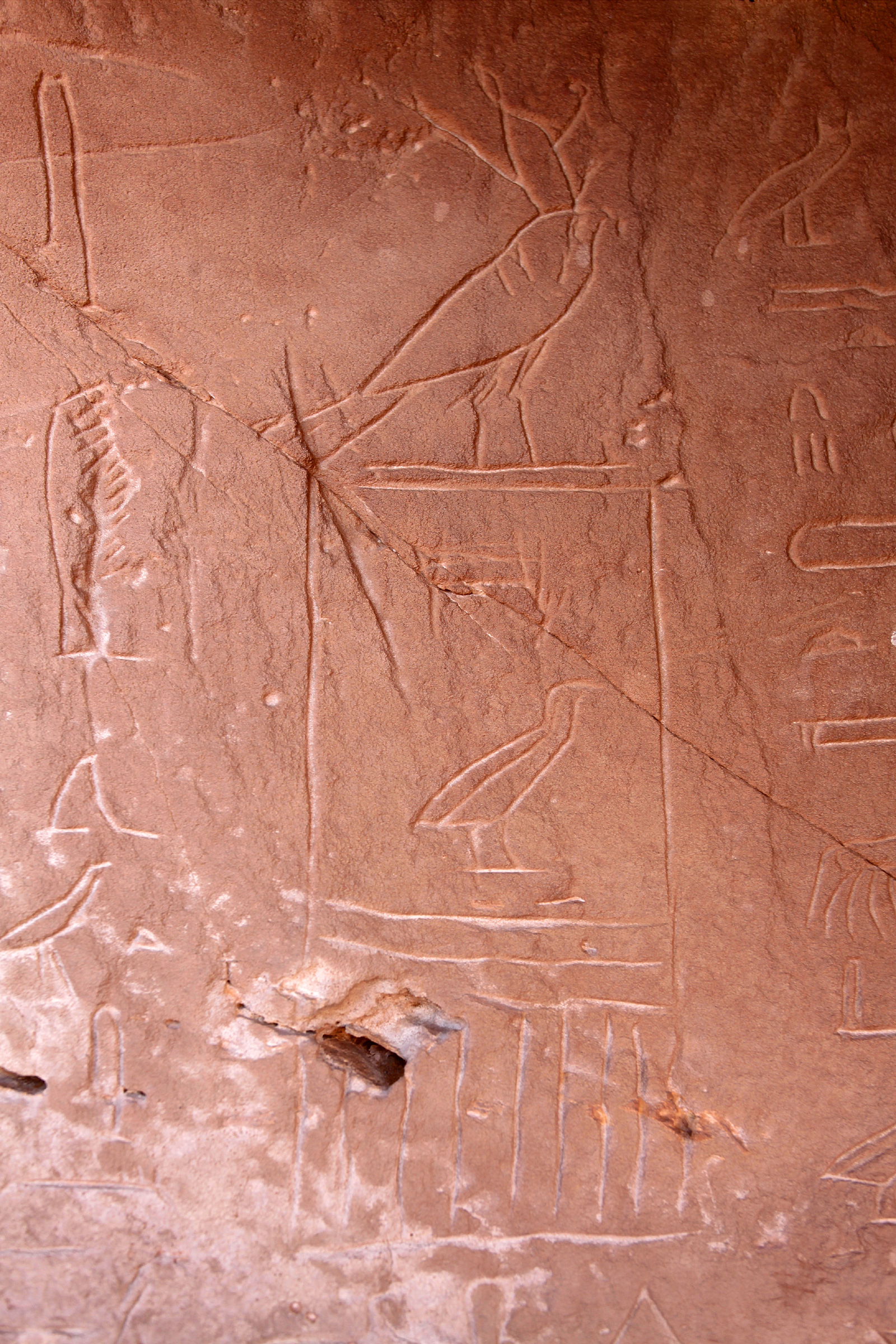
مخطوطات هيروغليفية باسم حورس للملك خوفو
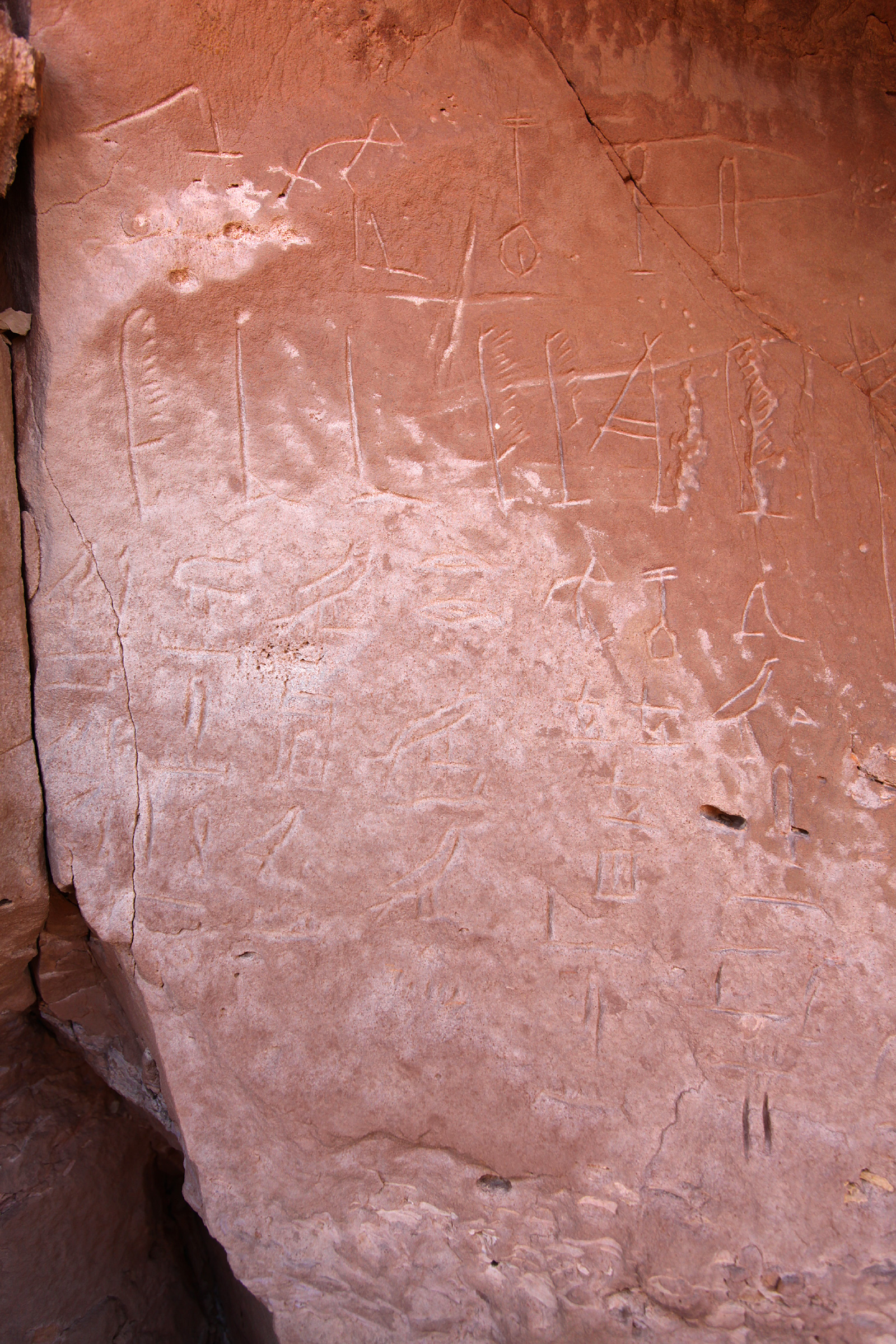
مخطوطات بالهيروغليفية بإسم أمير البعثة

كما ذكر اسم خوفو في الكاب وفي الفنتين وفي محاجر حتنوب. وفي وادي حمامات. كذلك وجد اسم خوفو في محاجر الديوريت بالقرب من أبو سمبل وله هنا لوحتين منصوبتين.

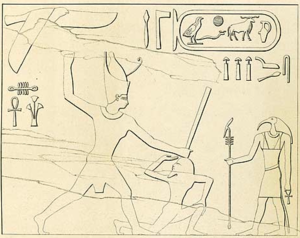
لوحة للملك خوفو في وادي المغارة بسيناء.

ويبين نقش على الصخر في وادي المغارة بسيناء تشكيلا لخوفو كحامي المناجم.وقد عثر مؤخرا في عام 2011 بالقرب من وادي الجرف على البحر الأحمر آثار ميناء، تدل المخطوطات التي وجدت على أواني فخارية هناك أنها من عهد أوائل الأسرة الرابعة، أي هناك احتمال كبير أنها أسست في عهد خوفو.
كذلك تمت في عهد خوفو بعثات تجارية إلى فينيقيا وكانت ترسو البعثات البحرية في جبيل (بلبنان حاليا). وقد عثر فيها على شقفات أواني من الألبستر وعلى بلطة من النحاس تحمل اسم الفرعون خوفو.

## البلاط الملكي

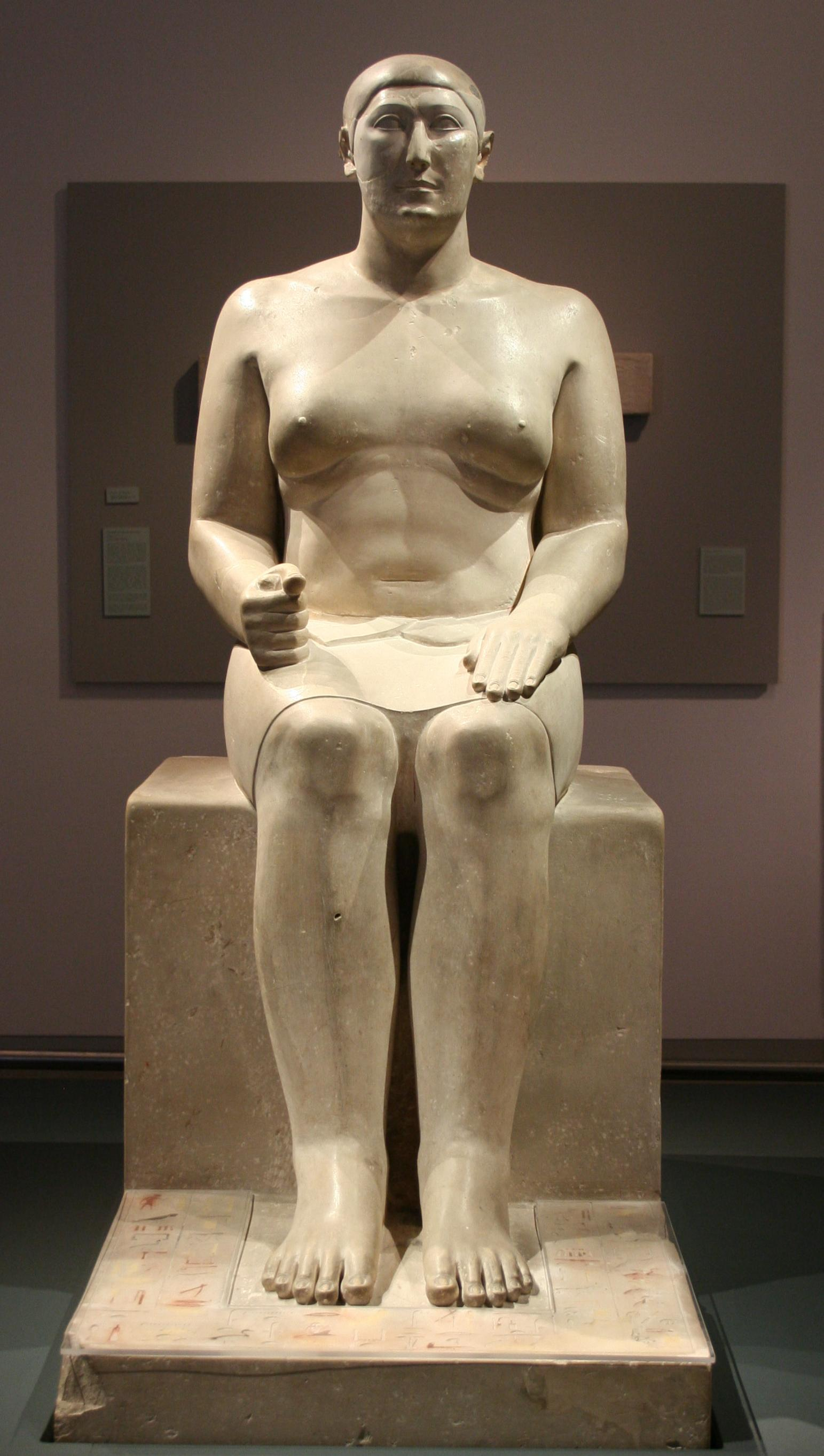
تمثال حم إيونو من متحف رومر-بيليزيوس ، هيلدسهايم، ألمانيا.

الكثير من كبار موظفي الدولة من عهد خوفو معروفون من مقابرهم في منطقة أهرامات الجيزة. ويعرف أيضا أن الوظائف العليا كانت مخصصة لعائلة الملك. في عهد خوفو ظهرت رتبة الوزير بالمصرية القديمة تياتي؛ وشغلها عدد من الوزراء، منهم: عنخ حاف وخوفوخعف الأول ومينخعف الأول، ويحتمل أيضا كان كا وعب وزيرا لخوفو. وقد ذكر اسم كواب على تمثال من الأسرة التاسعة عشر على أنه كان وزيرا لخوفو.
في غرب الهرم الأكبر -هرم خوفو- توجد مقابر كبار رجال الدولة الذين كانوا يعملون بصفة رئيسية في أعمال الهنة والبناء، وكبار الكتاب. وكان من أكبر المهندسين الذين قاموا ببناء هرم خوفو حم إيونو الذي كان ابن أخ خوفو. وكان متقلدا في نفس الوقت أعمال «الوزير»، كما حمل لقب «ناظر جميع أعمال فرعون». أي أنه كان المسؤول عن يناء هرم خوفو وما يحيط به من منشآت.
بجانب حم إيونو تعرف أيضا أسماء مديرين في أعمال البناء مثل إيونو، وكاإماخ و "كا-نفر" و "وب-إم-نوفرت. لم توجد دلائل على كون هؤلاء الموظفين الكبار ينتمون إلى العائلة الملكية. صحيح أن الواحد من منهم كان يحمل لقب "ابن الملك " أو "ابنة الملك" ولكنهم كانوا لا يحملون ألقابا أخرى مثل الأمراء والأميرات. وتوجد قبورهم أيضا في منطقة مقابر الجيزة. ويبدو أن لقب "ابن فرعون" كان لقبا رمزيا لا تعني بالتمام صلة قرابة للملك.

## أعمال البناء

### الجيــــزة

#### هرم خوفو

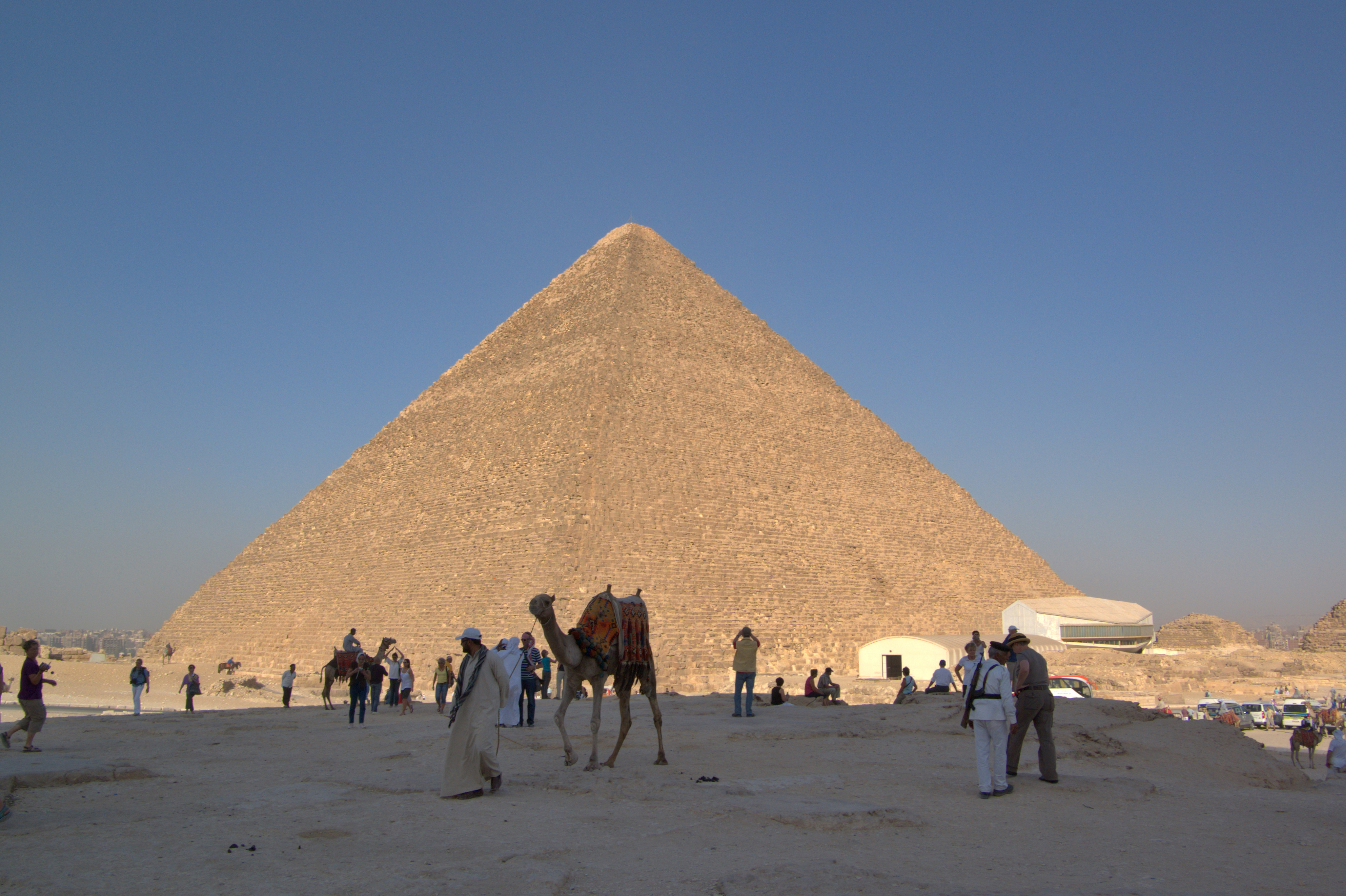
هرم خوفو في الجيزة.

يشتهر خوفو بأنه باني الهرم الأكبر في الجيزة، وهو أعلى هرم في العالم. وقد سمى خوفو هرمه «آخت خوفو» بمعنى «أفق خوفو». ويعتبر الهرم الأكبر أحد السبعة عجائب الدنيا في العالم القديم، وهو الوحيد الذي تبقى منها.
تبلغ طول جانب الهرم الأكبر 230 متر مربع الشكل ويبلغ ارتفاعه في الأصل 147 متر. ولكن عملت عوامل التعرية وسقطت قمته فأصبح ارتفاعه حاليا نحو 10 أمتار أقل. 2قام العمال المصريون القدماء برفع بقطع ونقل ورفع 5و2 مليون من الأحجار لبنائه، يزن كل منها نحو 2 طن.وكان العمال المصريون يقطعون الحجر الجيري من محجر قريب في هضبة الجيزة. ولبناء حجرة التابوت وما لها من سقف وتسقيفات تسمى «تسقيفات خفض الضغط» فقد استخدم المصري القديم لها أحجارا من الجرانيت. ونظرا لعدم وجود جرانيت في شمال مصر فقد أحضروه من محاجر أسوان ونقلوه على نهر النيل حتى الجيزة. وكمان ذلك يتطلب عملا إداريا على أعلى المستويات؛ إذ وجب وصول الشحنات في وقت مناسب مع أعمال الإنشاء على هضبة الجيزة. ويقدر نحو 25.000 من العمال المتخصصين كانوا يعملون في أنشاء الهرم الأكبر، وكان المديرون يوفرون لهم الطعام والشراب والملبس ولأسرهم. وكانت أسرهم تعتيش مع العمال في مدينة أنشئت خصيصا لهم، بها مطاحن ومخابز، ومعامل لصناعة البيرة والنبيذ، ومذابح لإطعام العمال وأسرهم: بل عتر أيضا في منطقة الجيزة على موميوات لعمال كانو مصابين بكسور، ولكن عولجت الكسور وطابت، مما يدل على أن العمال الذين كانوا يعملون في بناء الأهرام كانت لهم رعاية صحية تحافظ على سلامتهم وعلاجهم عند الضرورة.
كانت هناك تغطية للهرم الأكبر من الأحجار الطباشيرية البيضاء التي جانت تقطع في محاجر طره. وتوجد تلك المحاجر على الضفة الشرقية من النيل، فكان لازمنا نقل تلك الأحجار لتغطية الهرم الذي يبنى على الضفة الغربية. هنا أيضا كانت عملية النقل تتم عبر النيل. الأحجار البيضاء تلك أخذت جميعها خلال العصور الوسطى واستغلت في أعمال البناء وتشييد مدينة القاهرة الشابة.
يوجد على الناحية الشمالية على الهرم المدخل الأساسي للهرم، وقد بني أسفله نفق خلال القرن التاسع بعد الميلاد بأمر من الخليفة المأمون بغرض الوصول إلى داخل الهرم. يوجد في الهرم الأكبر ثلاثة حجرات: الحجرة الأولى تحت الهرم مبنية في الأرضية الصخرية، والحجرة الثانية تسمى «غرفة الملكات» وهي عالية في قلب الهرم، والحجرة الثالثة ويوجد فيها تابوت خوفو وهذه تعلو حجرة الملكات ويوصل بينهما ما يسمى «الدهليز الكبير». يبلغ مقاييس تابوت الجرانيت 2,28 × 0,98 × 1,05 متر. حجر التابوت وغطاؤه أحضرا من أسوان ووضعا في مكانهما أثناء أعمال البناء، لأن مقاييس الأنفاق أصغر من ذلك ووزن التابوت كبير. لم يعثر على مومياء في الهرم ولا عتاد ولا أثاث. فقد سرقت ما في الهرم ربما خلال العصور الوسطى، وربما حدثت السرقة خلال العهود الفرعونية.

#### مجمع أهرامات الجيزة

خريطة منطقة الهرم والمقابر الملحقة بها.

يوجد على الناحية الشرقية للهرم المعبد الجنائزي، ولا يوجد منه الآن سوي أحجار أساس المعبد. ولم يعثر على معبد الوادي الذي كان من المفروض أن يكون على مقربة على النيل مباشرة، حيث توجد الآن قرية في الموقع المرجح لوجوده .
كما تم في عهد خوفو إنشاء منطقتي قبور على الناحية الشرقية والناحية الغربية . يوجد على الناحية الشرقية ثلاثة اهرامات صغيرة للملكات زوجات خوفو. الهرم الجنوبي منها (G1c)
كان مخصصا «للزوجة الكبرى» واسمها «حنوتسن»، والهرم الأوسط (G1b) لزوجته «مريتيتس»، وكان يعتقد أن الهرم الثالث الشمالي (G1a) كان مخصصا لطقوس دينية، إلى أن اكتشف عالم الآثار الألماني «راينر ستادلمان» علاقة بينه وبين المقبرة (G 7000x)
لأم خوفو الملكة حتب حرس. وهرم رابع أصغر يعتبر أن كان للطقوس الدينية في عهد خوفو.
توجد على الناحية الشرقية من الهرم الأكبر أيضا عدة مصطبات كبيرة، دفن فيها أقرباء خوفو، وعلى الأخص أبنائه وزوجاتهم .وأما المصطبات في الناحية الغربية فهي أصغر، وهي تخص الموظفين الكبار في الدولة . كما وسعت المنطقتان خلال الأسرات التالية لدفن كبار الدولة .

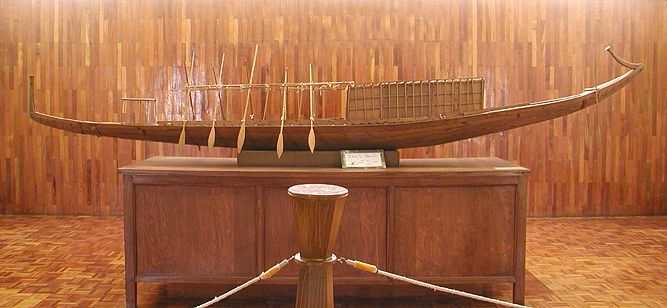
نمودج صغير لأحد مراكب الشمس التي عثر عليها عام 1954.

عثر بجانب الهرم على سبعة حفرات بها مراكب شمس: حفرتين على كل من الناحيتين الشرقية والجنوبية من هرم خوفو، وواحدة بالقرب من المعبد الجنائزي واتنثين بين أهرامات الملكات. وقد تم العثور على الحفرتين الجنوبيتين لمراكب الشمسفي عام 1954، واحتوت كل منهما على مركب شمس كاملة ولكن مفككة.
تم بعد ذلك ترميم أحدهما وأعيد تركبها وهي معروضة الآن في متحف خاص بها بجوار الهرم الأكبر. وأما الثانية فبقيت في حفرتها مغلقة وقام باحثون يابانيون بدراستها عن طريق إرسال كاميرات ووسائل إنارة وتصوير في عامي 1995 و 1996. ومن المقرر ان تستخرج تلك المركب الثانية ويعاد تركيبها (طبقا لمعلومات عام 2008).

#### أبو الهول

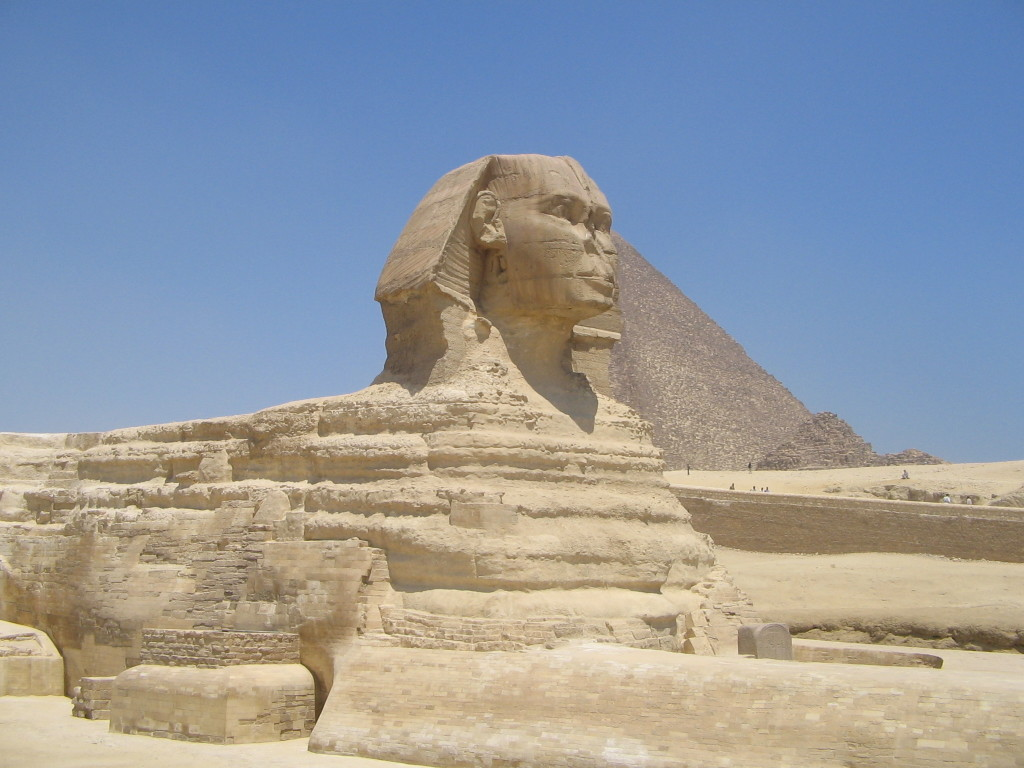
أبو الهول الكبير في الجيزة.

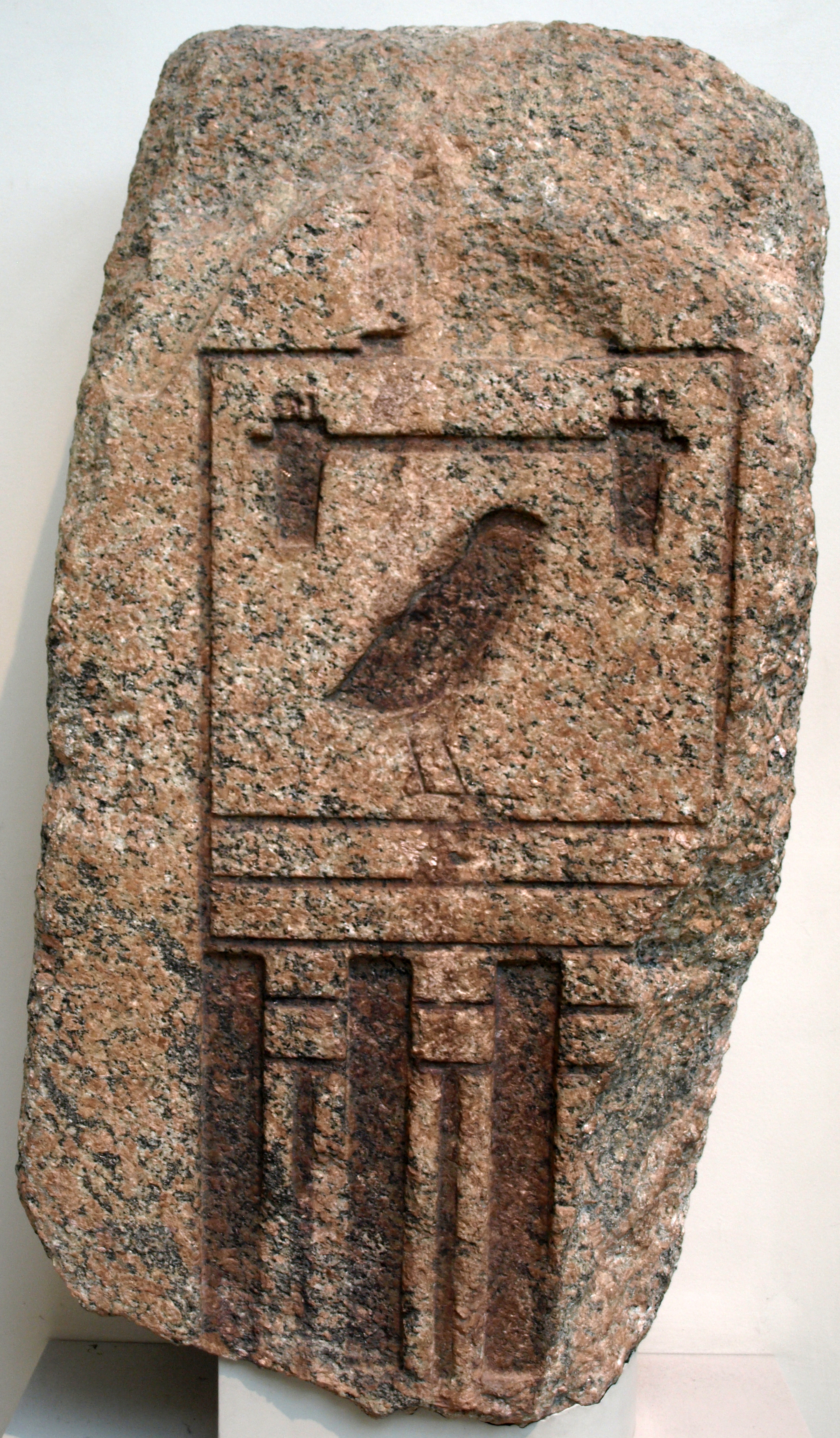
لوح جرانيت عليها اسم حورس لخوفو من بوباستيس.

يتفق أغلب علماء الآثار على ان أبا الهول من أعمال خفرع، إلا أنه لا يوجد دليل قاطع على ذلك من العصور القديمة . ويتكيء هذا الاعتقاد أساسا على قرب أبو الهول من معبد الوادي الخاص بهرم خفرع . ولكن عالم الآثار الألماني ستادلمان فهو يجد احتمالا أن يكون أبو الهول من أعمال خوفو بناء على تشابه وجه أبا الهول ووجه التمثال الوحيد الذي عثر عليه لخوفو. ويأخذ ستادلمان في الحسبان مقارنة الذقن ورباط الرأس وشكل الثعبان الذي يزين لباس رأس خوفو بأبي الهول

### مباني خارج الجيزة
أعمال الإنشاء التي قام بها خوفو خارج منطقة الجيزة قليلة . فقد وجد حجر جرانيت من عهد خوفو في تيدا بالقرب من بوتو. كما وجدت لوحات أخرى له في تانيس وبوباستيس. كما يذكر أحد النقوشات من عهد البطالمة في معبد دندرة (معبد هاتور) اسم خوفو كباني لمعبد قديم في ذلك المكان ولكن لم يبقى منه أثر آخر اليوم .

## تماثيله

### تماثيل منأبيدوس

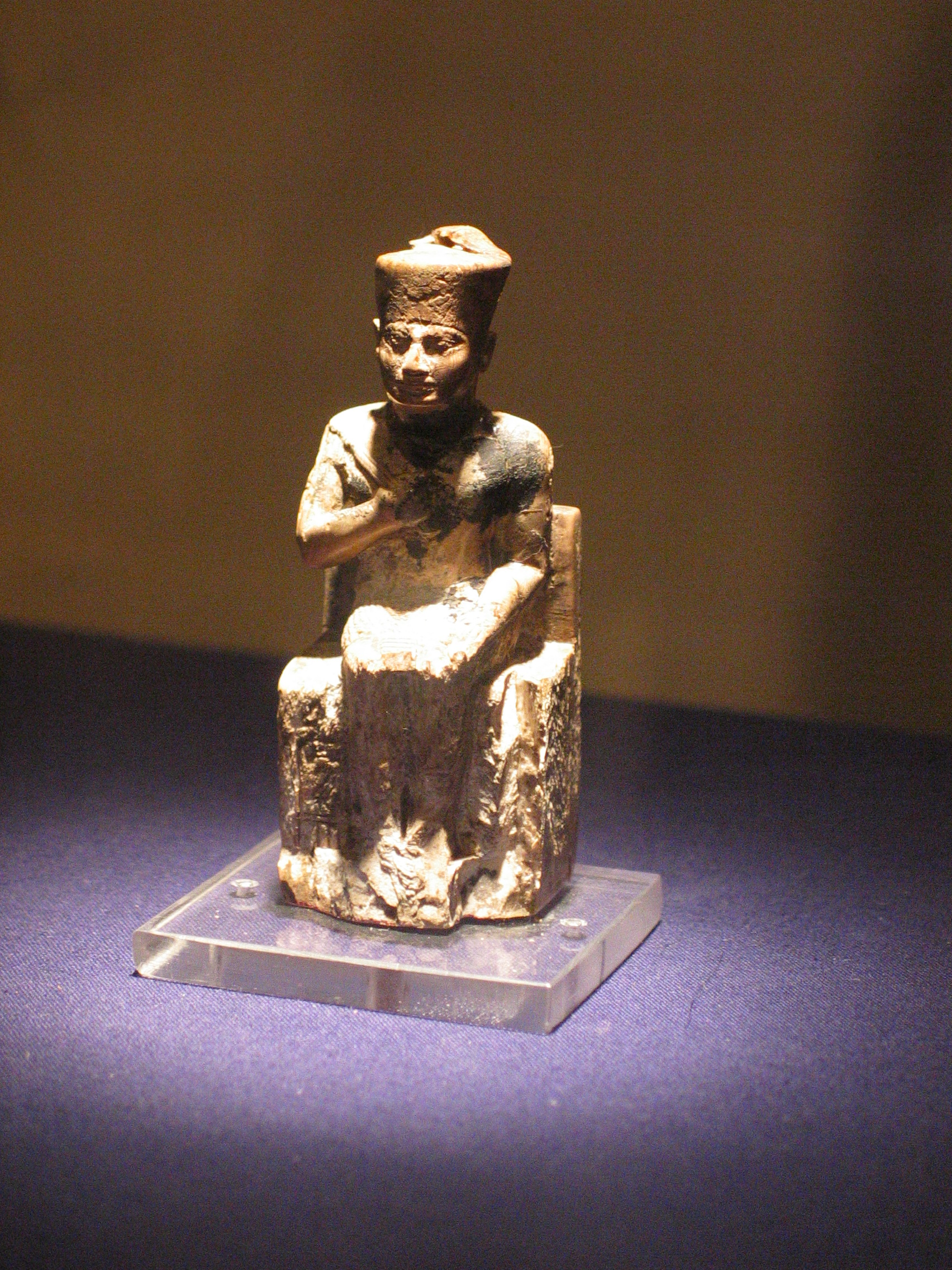
تمثال صغير لخوفو من أبيدوس.

التمثال المجسم المعروف لخوفو يبلغ ارتفاعه 5و7 سنتيمتر من سن الفيل، وقد عثر عليه باحث الآثار الأمريكي فلندرس بيتري في عام 1903 في أبيدوس جنوب مصر . هذا التمثال الصغير معروض الآن في المتحف المصري بالقاهرة.
يبين التمثال الفرعون خوفو لابسا التاج الأحمر، تاج الوجه البحري. وكانت توجد عليه خرطوش يحمل اسم خوفو، لم تعد واضحة اليوم، كما يوجد على جانب العرش اليميني الذي يجلس عليه اسم حورس لخوفو، وهذا الأسم واضحا. يختلف علماء الآثار في تقدير عمر التمثال؛ فقد اعتبر البعض أنه من عهد الأسرة الرابعة ولكن عالم الآثار المصري زاهي حواس يقدر عمره من عهد الأسرة السادسة والعشرين.

### تماثيل أخرى
يقرأ كثيرا أن التمثال العاج الصغير هو التمثال الوحيد لخوفو الذي عثر عليه، ولكن هذا ليس صحيحا . والصحيح فقط هو ان هذا التمثال الصغير هو الوحيد الذي يبين خوفو بالكامل وفي ثلاثة أبعاد، والذي يتأكد به العلماء بأنه للملك خوفو. وقد عثر على عدة رؤوس تماثيل وعلى عدة قواعد تماثيل يتأكد العلماء منها انها لخوفو وعثر عليها جميعا في منطقة الجيزة. واحدة منها في المتحف المصري ب تورينو تبلغ مقاييسها 3,3 × 4,5 × 2,6 سنتيمتر، وهي من الحجر الجيري وتبين القدم اليساري لخوفو وبجانبها خرطوش يحمل جزء الاسم «...فو».
أجزاء تماثيل يعتقد أنها لخوفو توجد منتشرة في متاحف عالمية كثيرة:

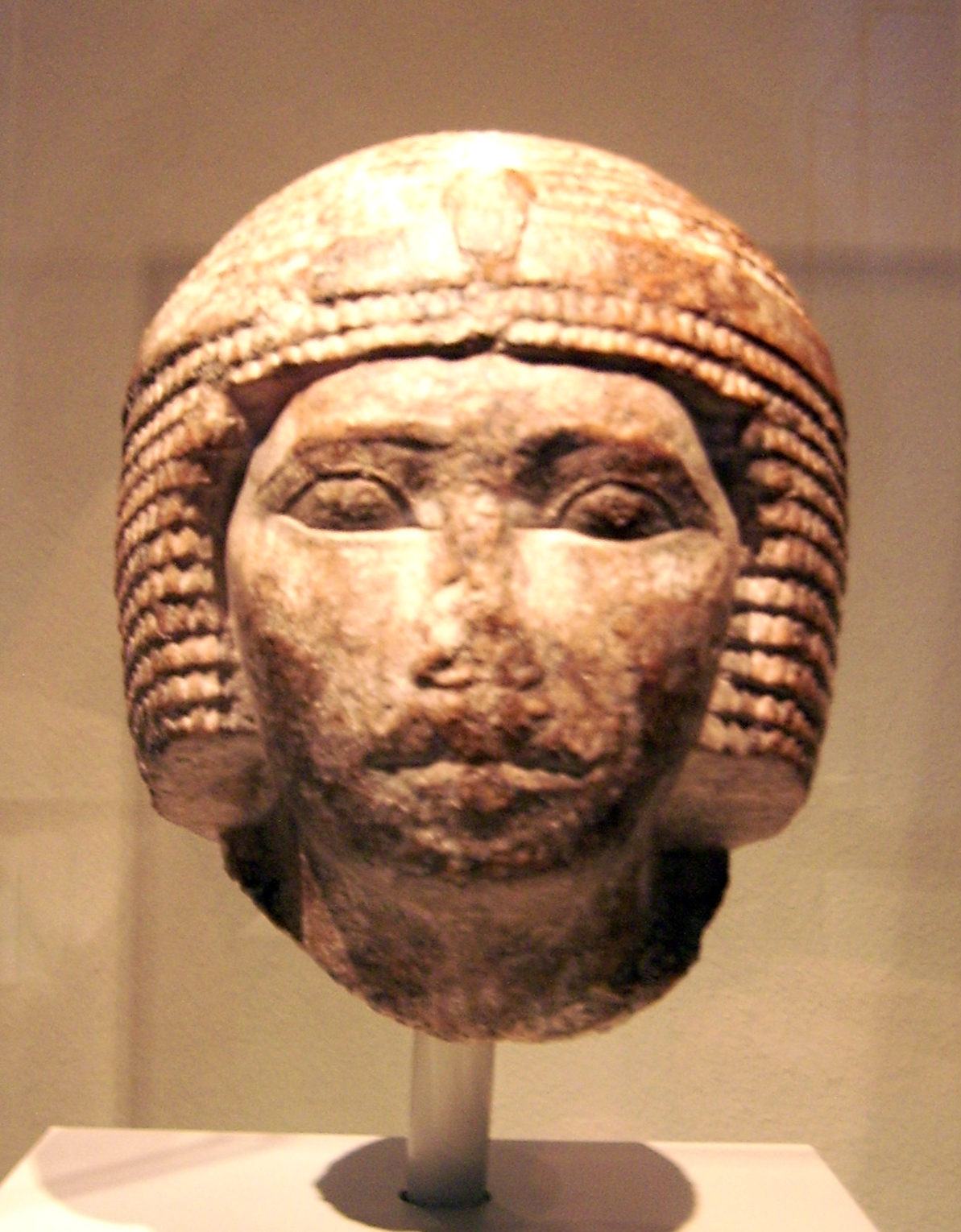
في متحف برلين
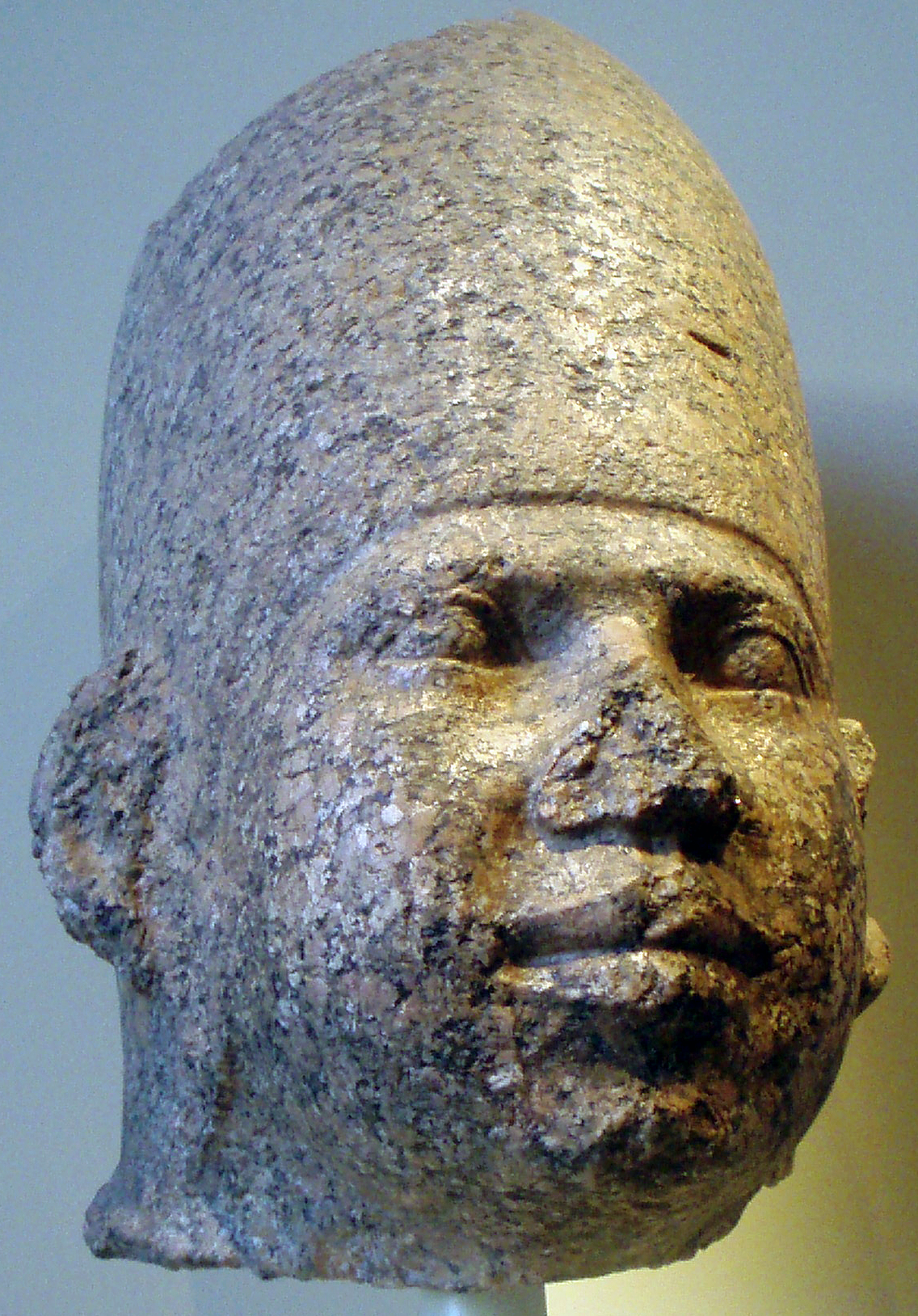
في متحف بروكلين
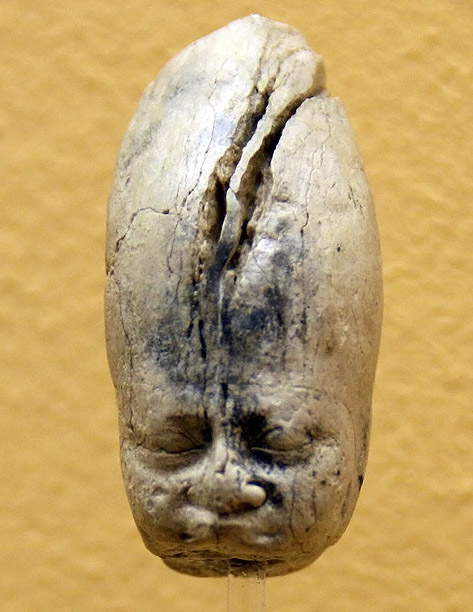
في متحف ميونيخ

## صور من عهد خوفو

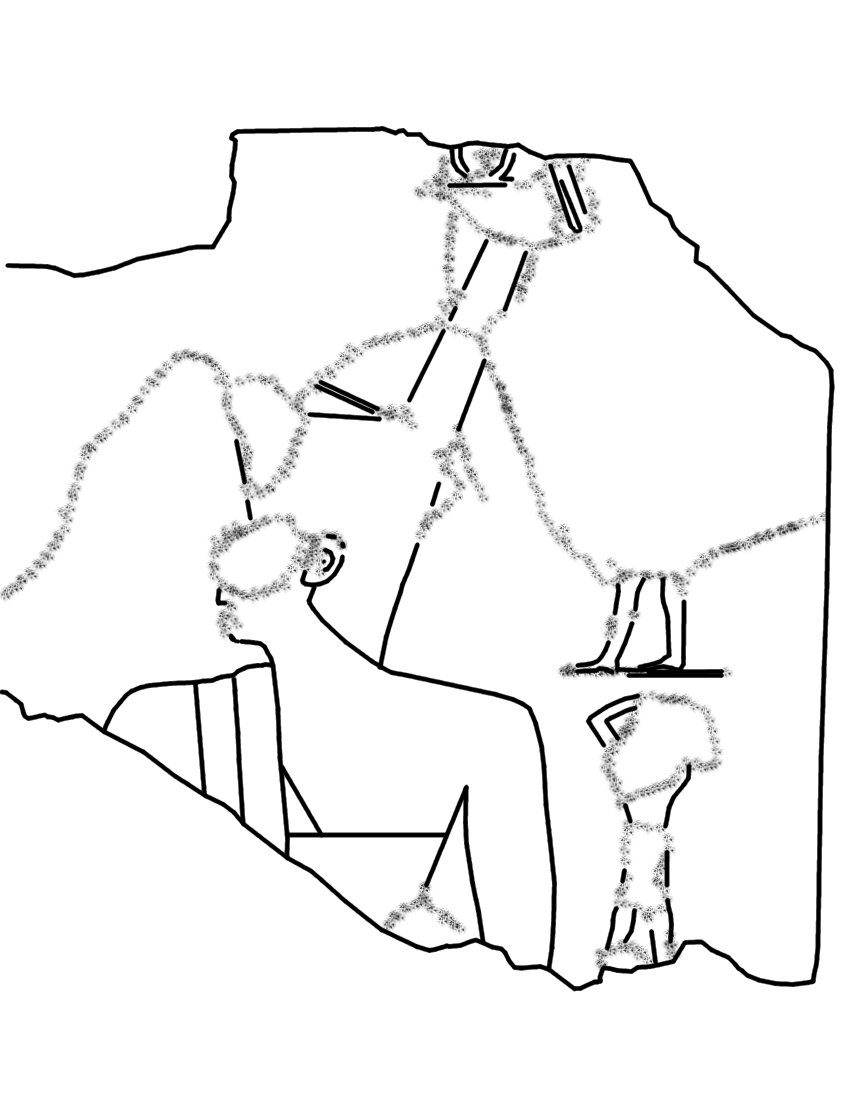
لوحة تمثل خوفو مرتديا التاج الأحمر
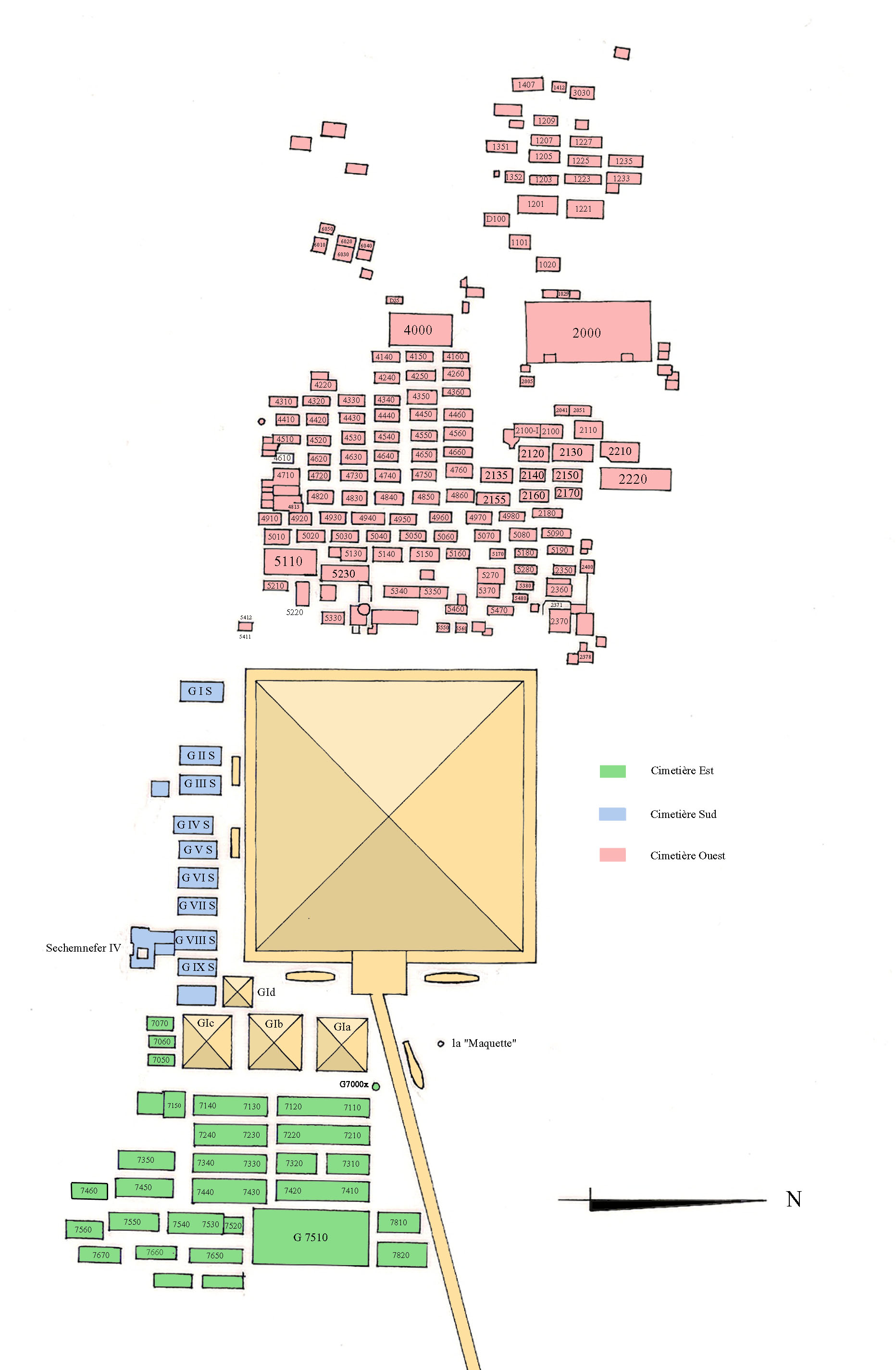
خريطة مقابر الجيزة
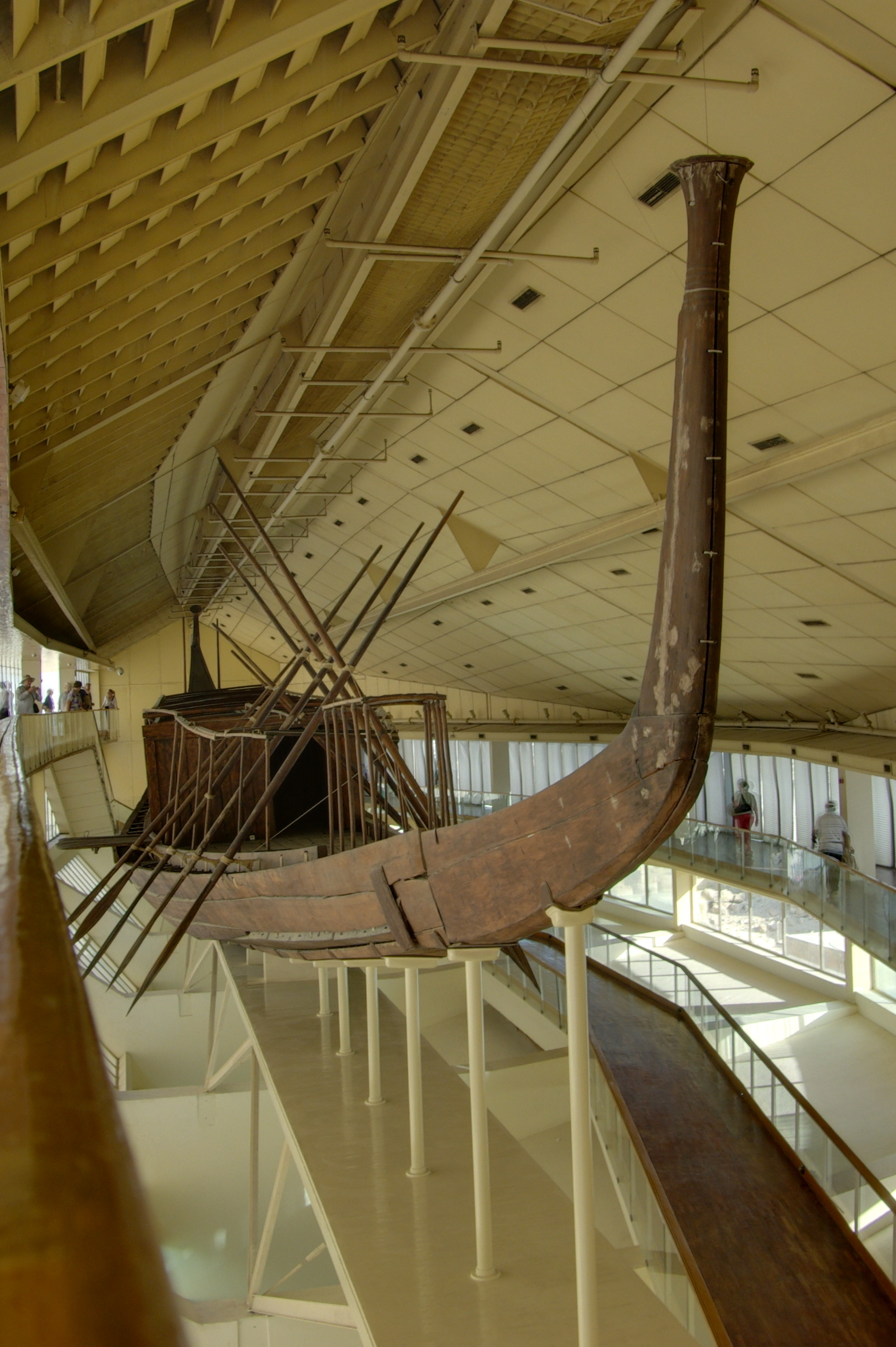
مركب الشمس بمتحف الأهرامات.
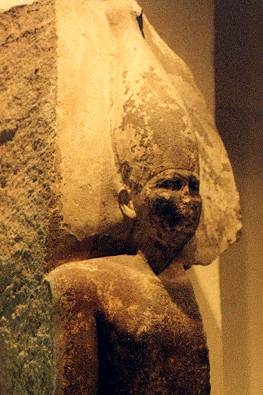
تمثال سنفرو أبا خوفو
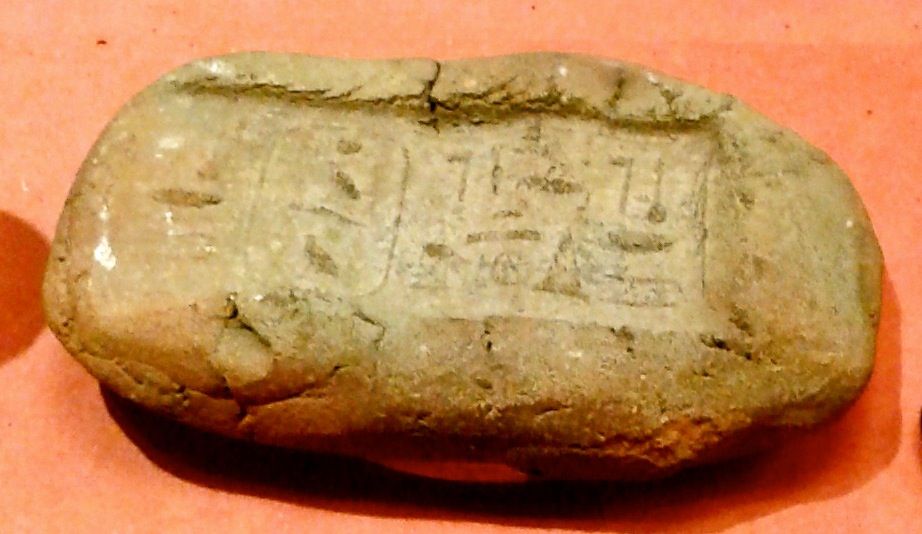
ختم خوفو وعليه اسم هرمه
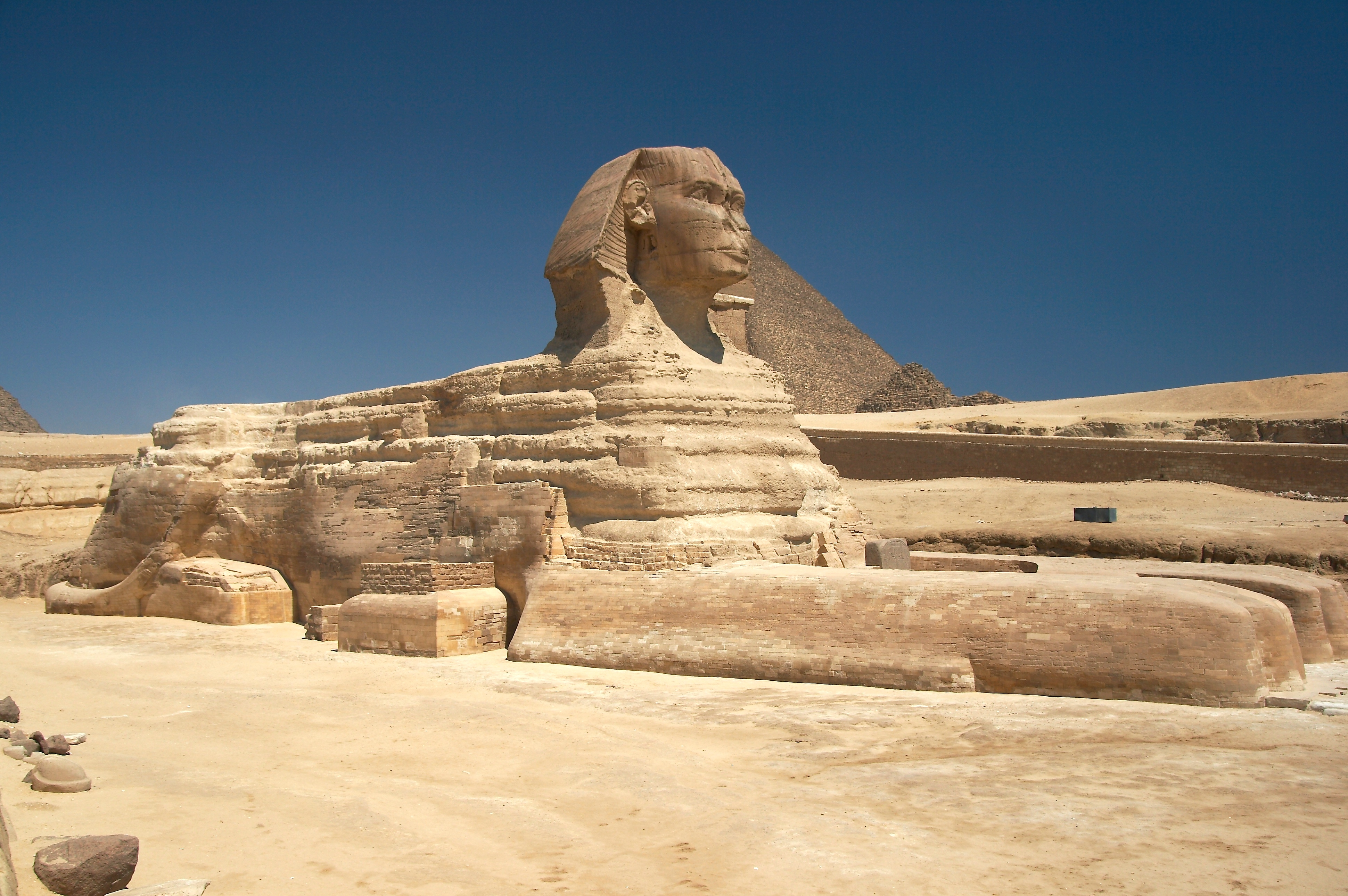
أبو الهول
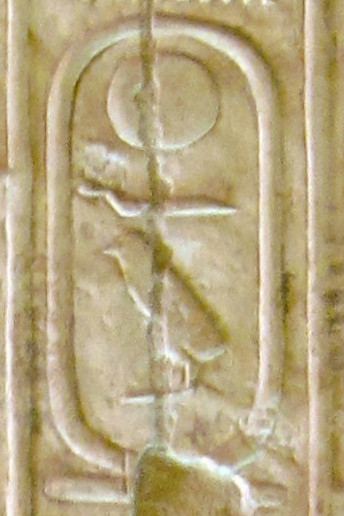
خرطوش باسم خوفو من قائمة ملوك مصر (أبيدوس)
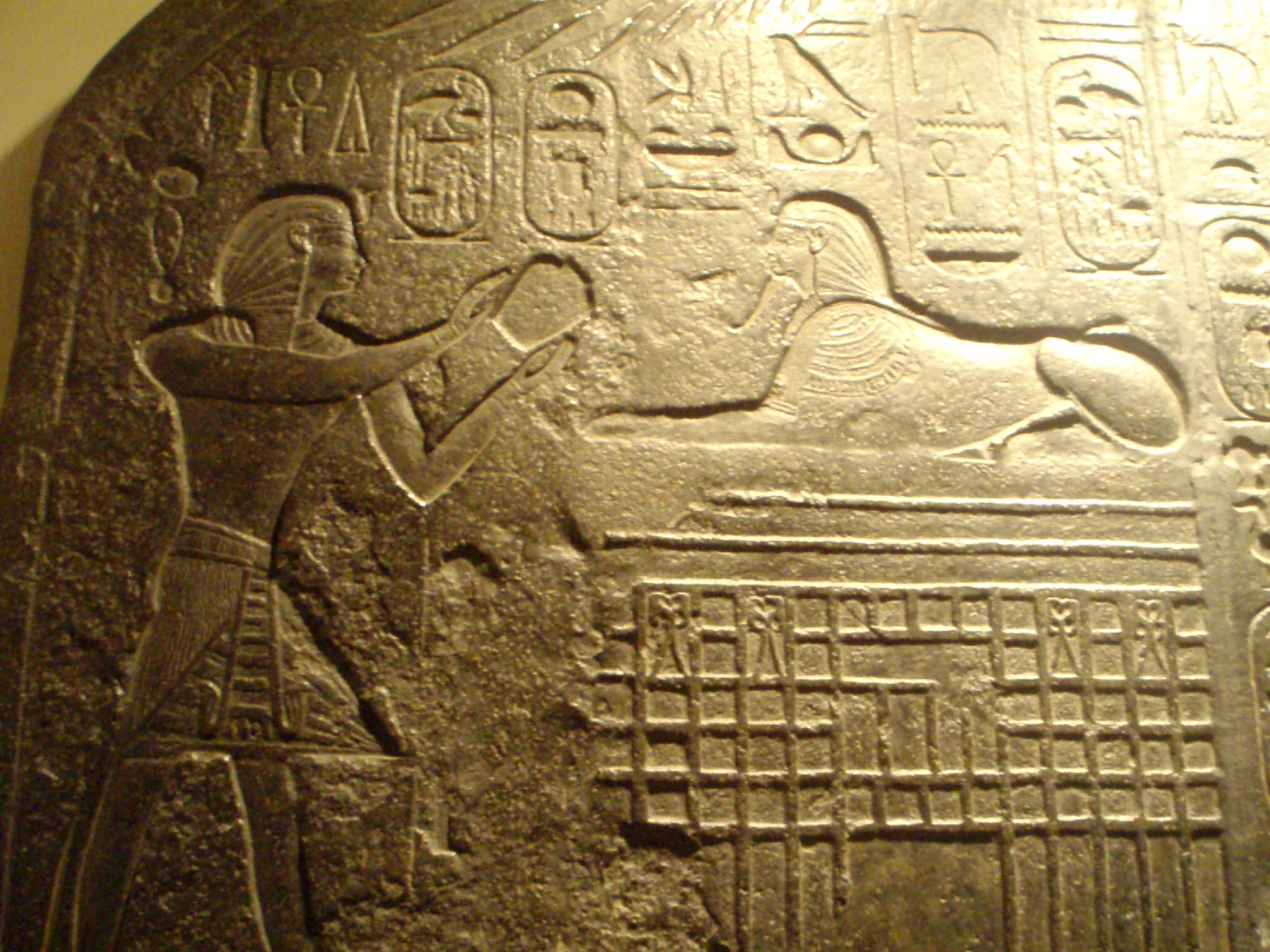
لوحة أبي الهول من الدولة الحديثة
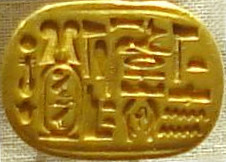
ختم ذهبي باسم خوفو لأحد كهنة الأسرة السادسة والعشرين.
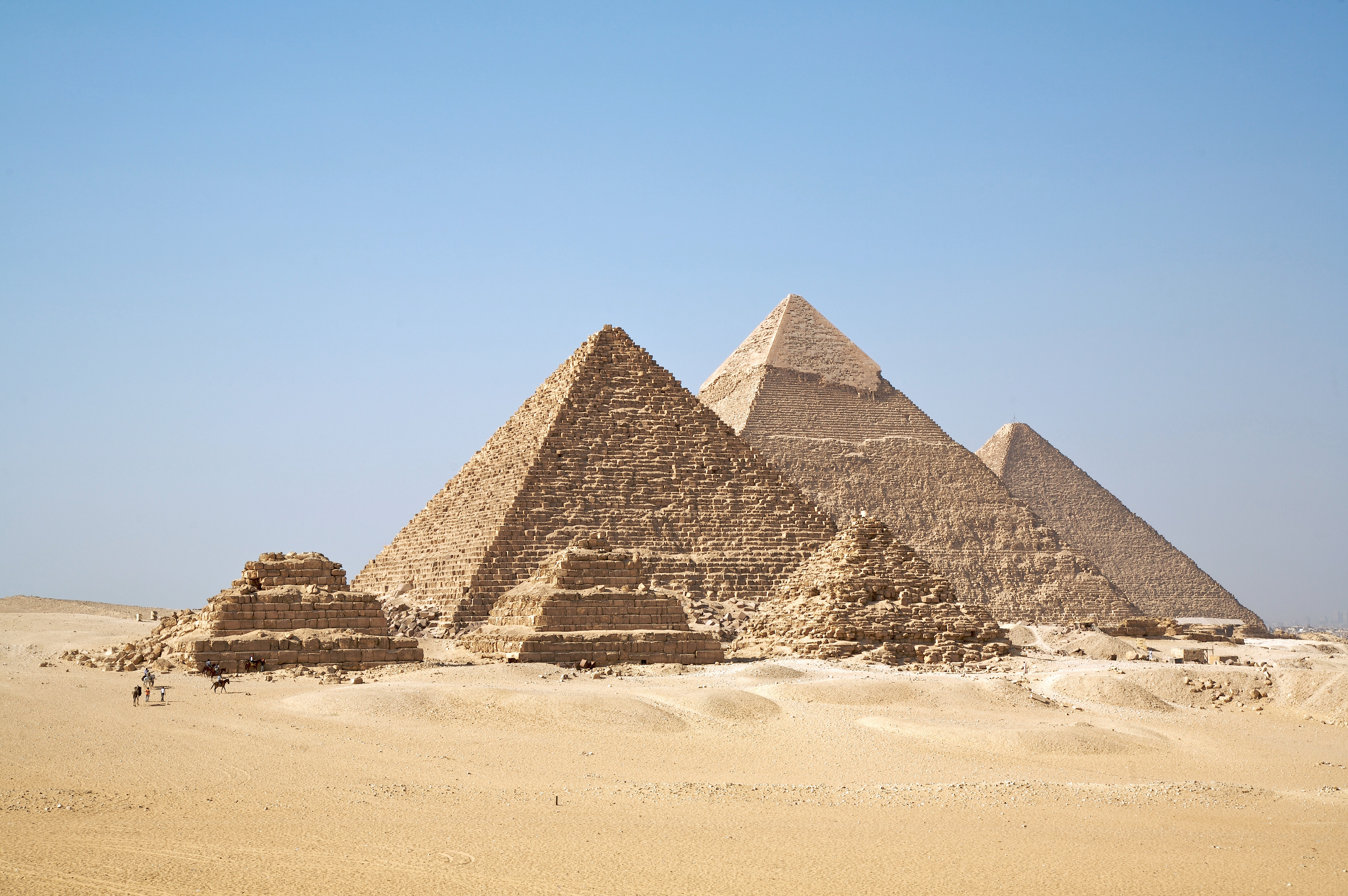
أهرامات الجيزة